# Robert Meeuwsen
Robert Meeuwsen (Nieuwegein, 21 maart 1988) is een voormalig Nederlands beachvolleyballer. Met Alexander Brouwer werd hij in 2013 wereldkampioen en won hij in 2016 olympisch brons. Het duo werd bovendien drie keer Nederlands kampioen. Meeuwsen nam tweemaal deel aan de Olympische Spelen.

## Carrière

### 2007 tot en met 2013
Meeuwsen nam in 2007 met Sven Vismans deel aan de wereldkampioenschappen onder 21 in Modena waar hij een vijfentwintigste plaats behaalde. Het jaar daarop speelde hij drie toernooien met Jorn Huiskamp. In 2010 debuteerde hij met Christiaan Varenhorst in Praag in de FIVB World Tour; met Jan-Joost van den Bogert deed hij ook mee aan een toernooi in Den Haag. In 2011 vormde hij een duo met Alexander Brouwer met wie hij tot het einde van zijn carrière heeft gespeeld. Ze namen dat jaar deel aan negen toernooien in de World Tour met drie zeventiende plaatsen (Brasilia, Den Haag en Agadir) als beste resultaat. Bij de EK in Kristiansand bereikten ze de kwartfinale waar ze werden uitgeschakeld door het Duitse duo Jonathan Erdmann en Kay Matysik.
Het seizoen daarop kwam het duo bij de EK in Scheveningen opnieuw niet verder dan de kwartfinale; het Poolse tweetal Michał Kądzioła en Jakub Szałankiewicz was deze keer te sterk. In de World Tour speelden ze negen wedstrijden met twee negende plaatsen in Gstaad en Klagenfurt als beste resultaat. In 2013 namen ze in aanloop naar de WK in Stare Jabłonki deel aan vijf FIVB-toernooien, waarbij ze eenmaal als vijfde (Fuzhou) en viermaal als negende (Shanghai, Corrientes, Den Haag en Rome) eindigden. In Stare Jabłonki bereikten het duo de finale door in de zestiende finale onder meer hun landgenoten Reinder Nummerdor en Richard Schuil te hebben verslagen. De finale werd in twee sets gewonnen van het Braziliaanse duo Ricardo Santos en Álvaro Morais Filho waardoor Meeuwsen en Brouwer wereldkampioen werden. Na afloop van de WK behaalden ze bij vijf toernooien in de World Tour een tweede (Xiamen), een vierde (Gstaad) en een vijfde plaats (Berlijn). Bij de EK in Klagenfurt eindigde het duo als negende. Aan het eind van het jaar werden Meeuwsen en Brouwer verkozen tot Nederlandse sportploeg van het jaar.

### 2014 tot en met 2016
In 2014 speelden Meeuwsen en Brouwer negen wedstrijden in de World Tour met een vijfde plaats in Long Beach als beste resultaat. Het jaar daarop wonnen ze in aanloop naar de WK in eigen land in Poreč en werden ze tweede in Fuzhou en Luzern. Daarnaast eindigden ze in Moskou en Stavanger respectievelijk als vijfde en negende. In Nederland gingen Meeuwsen en Brouwer als groepswinnaar zonder setverlies door naar de zestiende finale waar ze verloren van het Braziliaanse duo Álvaro Filho en Vitor Felipe. Na afloop van de WK behaalden ze bij vier World Tour-toernooien een derde plaats in Gstaad en een vierde plaats Long Beach. Bij de EK in Klagenfurt eindigde het duo als vierde achter Nummerdor en Varenhorst. Ze sloten het seizoen 2015 af met een vierde plaats bij de World Tour Finals in Fort Lauderdale. In oktober werden ze in het nieuwe seizoen nog tweede in Puerto Vallarta.
Meeuwsen en Brouwer begonnen 2016 met twee derde plaatsen in Rio de Janeiro en Vitória. Daarna volgden twee vijfde plaatsen in Antalya en Moskou, voordat ze bij de EK in Biel/Bienne wederom als vierde eindigden achter het Poolse duo Grzegorz Fijałek en Mariusz Prudel. In Hamburg behaalde het tweetal vervolgens een twee plaats en in Poreč en Gstaad werden ze negende. Na een vijfde plaats in Klagenfurt nam het duo in Rio de Janeiro deel aan de Olympische Spelen. Meeuwsen en Brouwer gingen als groepswinnaar door en wonnen onder meer de kwartfinale van Nummerdor en Varenhorst, maar verloren in de halve finale van regerend wereldkampioenen Alison Cerutti en Bruno Oscar Schmidt. In de troostfinale waren ze vervolgens in twee sets te sterk voor het Russische duo Vjatsjeslav Krasilnikov en Konstantin Semjonov en wonnen ze de bronzen medaille. Na afloop van de Spelen eindigden ze als negende bij de World Tour Finals in Toronto.

### 2017 tot en met 2020
Het jaar daarop namen ze deel aan vijf reguliere toernooien in de World Tour met een overwinning in Xiamen als beste resultaat. Daarnaast werd het duo tweemaal vijfde (Rio de Janeiro en Den Haag) en tweemaal negende (Moskou en Poreč). Bij de WK in Wenen werden Meeuwsen en Brouwer in de zestiende finale uitgeschakeld door de Oostenrijkers Clemens Doppler en Alexander Horst. In Jūrmala won het tweetal de bronzen medaille bij de EK ten koste van de Belgen Dries Koekelkoren en Tom van Walle. In het seizoen 2018 deed het duo mee aan elf reguliere toernooien in de World Tour. Ze behaalden twee overwinningen (Doha en Aalsmeer), een derde plaats (Den Haag), twee vierde plaatsen (Warschau en Wenen) en vier vijfde plaatsen (Fort Lauderdale, Itapema, Ostrava en Gstaad). In eigen land kwamen ze bij de EK niet verder dan de kwartfinale die ze verloren van het Letse duo duo Jānis Šmēdiņš en Aleksandrs Samoilovs. Daarnaast werden ze bij de AVP Tour in Waikiki tweede. Ze sloten het seizoen af met een zevende plaats bij de World Tour Finals in Hamburg.

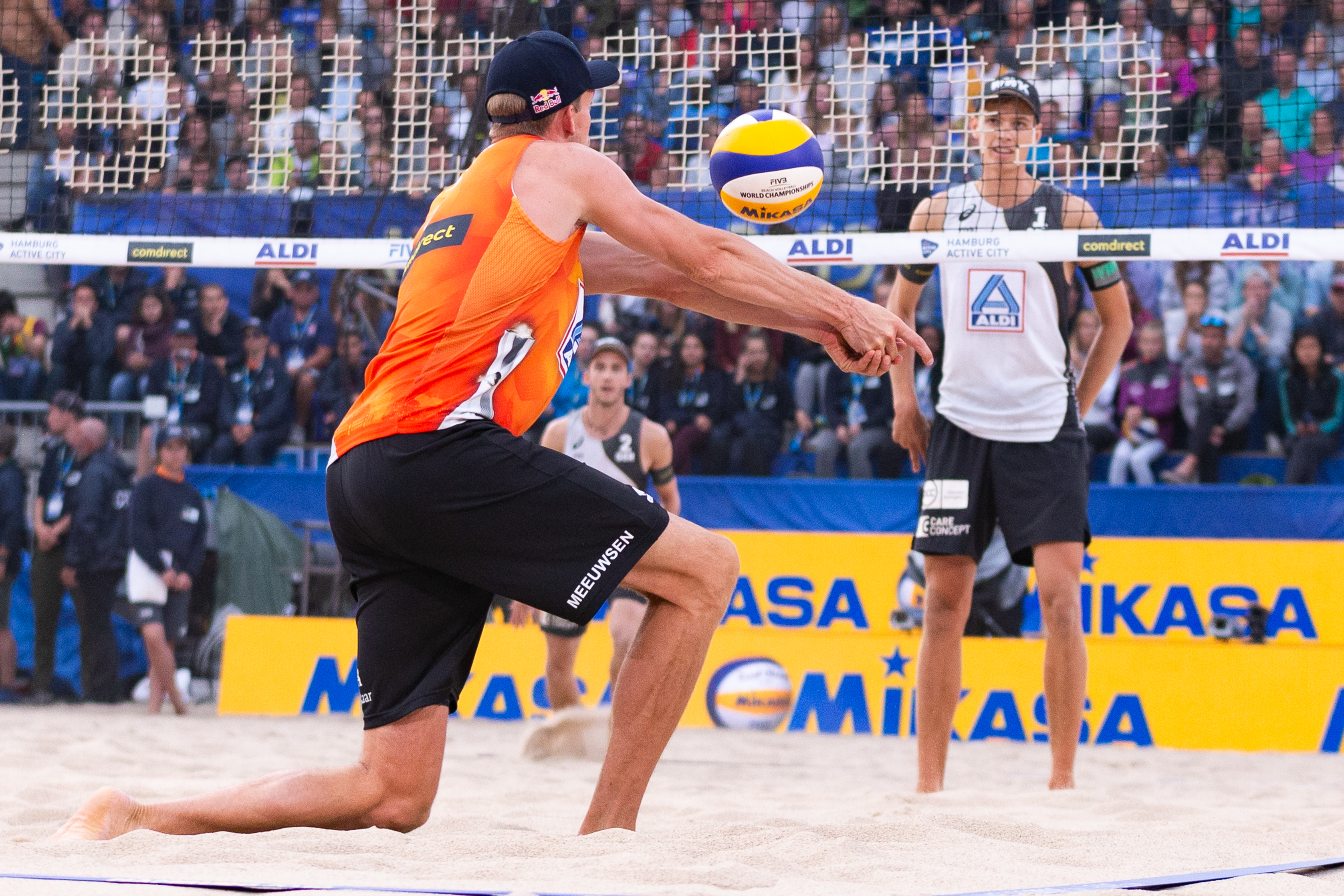
Meeuwsen in actie tijdens de WK in Hamburg (2019) in de zestiende finale tegen Thole en Wickler

In oktober namen Meeuwsen en Brouwer in Las Vegas bovendien deel aan een toernooi van het seizoen 2019. In het vervolg van het seizoen volgden in vijf wedstrijden onder meer een vierde plaats in Den Haag en een vijfde plaats in Doha. Bij de WK in Hamburg werd het duo uitgeschakeld in de zestiende finale door het Duitse tweetal Julius Thole en Clemens Wickler. Vervolgens eindigden Meeuwsen en Brouwer zowel in Gstaad (tweede) en Tokio (derde) op het podium. In Wenen behaalden ze de negende plaats, bij de EK in Moskou en het aansluitende World Tour-toernooi aldaar eindigden ze als vijfde en bij de Finals in Rome werden ze negende. Na afloop van de Finals eindigden Meeuwsen en Brouwer als derde bij het olympische kwalificatietoernooi in Haiyang. In het seizoen 2020 van de FIVB World Tour speelden ze twee wedstrijden; in Chetumal werden ze tweede en in Doha negende. Bij de EK in Jūrmala kwamen ze tegen de Oostenrijkers Alexander Huber en Christoph Dressler niet verder dan de zestiende finale en bij de NK wonnen ze brons.

### 2021 tot en met 2024
In 2021 namen ze in aanloop naar de Spelen deel aan zeven internationale toernooien met een overwinning in Ostrava als beste resultaat. Bij het olympisch beachvolleybaltoernooi in Tokio werden Meeuwsen en Brouwer in de achtste finale uitgeschakeld door de latere kampioenen Anders Mol en Christian Sørum uit Noorwegen. Twee weken later eindigden ze bij de EK in Wenen als vierde; in de halve finale verloren ze van Mol en Sørum en in de wedstrijd om het brons was het Poolse duo Piotr Kantor en Bartosz Łosiak in twee sets te sterk. Ze sloten het jaar af met een vijfde plaats bij de seizoensfinale in Cagliari. Het seizoen daarop namen Meeuwsen en Brouwer deel aan acht reguliere toernooien in de Beach Pro Tour – de opvolger van de World Tour. Ze behaalden daarbij vier podiumplaatsen. Het duo eindigde als tweede bij de Elite16-toernooien van Rosarito, Hamburg en Parijs en als derde bij het Elite16-toernooi van Ostrava. Meeuwsen en Brouwer plaatsten zich als derde voor de WK in Rome. Daar bereikten ze de kwartfinale die verloren werd van de Amerikanen Chaim Schalk en Theodore Brunner. Bij de EK in München werden ze in de achtste finale uitgeschakeld door het Oostenrijkse tweetal Robin Seidl en Philipp Waller. Ze sloten het jaar af met een vierde plaats bij de Finals in Doha, nadat de wedstrijd om het brons verloren werd van de Italianen Paolo Nicolai en Samuele Cottafava.
In 2023 kwamen Meeuwsen en Brouwer in actie op negen toernooien in de Beach Pro Tour met als beste resultaat een derde plaats bij het Elite16-toernooi van Parijs. Bij de EK in Wenen werden ze in de achtste finale uitgeschakeld door de Engelse broers Javier en Joaquin Bello. Bij de WK in Tlaxcala strandde het tweetal in de achtste finale tegen het Zweedse duo David Åhman en Jonatan Hellvig. Het seizoen daarop speelden Meeuwsen en Brouwer zes toernooien in de mondiale competitie en behaalden daarbij twee vijfde plaatsen (Brasilia en Stare Jabłonki). Het duo wist zich niet te plaatsen voor de Spelen in Parijs. In augustus deed het tweetal in eigen land mee aan de EK, waar ze in de achtste finale werden uitgeschakeld door hun landgenoten Steven van de Velde en Matthew Immers. Na afloop van de EK beëindigde Meeuwsen zijn sportieve loopbaan, nadat hij dat eerder dat jaar had aangekondigd.

## Palmares
Kampioenschappen
- 2011:  NK
- 2012:  NK
- 2013:  WK
- 2013:  NK
- 2014:  NK
- 2016:  OS
- 2017:  EK
- 2017:  NK
- 2020:  NK
- 2021: 9e OS
- 2022: 5e WK
- 2023: 9e WK

FIVB World Tour
- 2013:  Xiamen Open
- 2015:  Fuzhou Open
- 2015:  Luzern Open
- 2015:  Poreč Major
- 2015:  Gstaad Major
- 2015:  Puerto Vallarta Open
- 2016:  Grand Slam Rio de Janeiro
- 2016:  Vitória Open
- 2016:  Hamburg Major
- 2017:  3* Xiamen
- 2018:  4* Den Haag
- 2018:  4* Doha
- 2018:  1* Aalsmeer
- 2019:  5* Gstaad
- 2019:  4* Tokio
- 2019:  4* Chetumal
- 2021:  4* Ostrava

Beach Pro Tour
- 2022:  Elite16 Rosarito
- 2022:  Elite16 Ostrava
- 2022:  Elite16 Hamburg
- 2022:  Elite16 Parijs
- 2023:  Elite16 Parijs